# Zacharia
Zacharia (gr. Ζαχαριά) – wieś w Republice Cypryjskiej, w dystrykcie Pafos.